# Dichoteleas rugosus
Dichoteleas rugosus är en stekelart som beskrevs av Jean-Jacques Kieffer 1907. Dichoteleas rugosus ingår i släktet Dichoteleas och familjen Scelionidae. Inga underarter finns listade i Catalogue of Life.